# 小林俊弘
小林 俊弘（こばやし としひろ、1931年（昭和6年）4月11日 - 2020年（令和2年）3月28日）は、日本の政治家。元長野県小諸市長。

## 来歴
現在の小諸市出身。1950年（昭和25年）長野県北佐久農業高等学校卒業。北大井村役場に入り、小諸市に合併後、教育次長、総務部長などを経て、1992年（平成4年）小諸市助役となり、1996年（同8年）小諸市長選挙に当選し、2期務めた。2013年（同25年）旭日双光章受章。
2020年3月28日、肝不全のため、小諸市内の病院で死去。88歳没。死没日をもって正六位に叙される。